# 天草市立佐伊津中学校
天草市立佐伊津中学校（あまくさしりつ さいつちゅうがっこう）は、熊本県天草市佐伊津町にあった中学校。2010年4月に旧本渡中学校・本町中学校との統合より新生「天草市立本渡中学校」となった。

## 沿革
- 1947年(昭和22年) - 御領・佐伊津組合立領津中学校創立
- 1948年(昭和23年) - 領津中が廃校となり、佐伊津村立佐伊津中学校となる。
- 1951年(昭和26年) - 現在地に移転。
- 1954年(昭和29年) - 本渡市立佐伊津中学校と改称
- 2006年(平成18年) - 天草市立佐伊津中学校と改称
- 2010年(平成22年)
  - 3月 - 閉校
  - 4月 - 旧本渡中学校・本町中学校と統合し、新生「天草市立本渡中学校」として本渡町広瀬に開校